# Punta Girard
La Punta Girard (3.262 m s.l.m.) è una montagna del Gruppo delle Levanne nelle Alpi Graie situata lungo il confine tra la Francia e l'Italia.

## Caratteristiche
la montagna è collocata lungo la cresta che scendendo dalla Levanna Orientale e con andamento sud-est arriva poi al Roc du Mulinet e chiude la testata della val Grande di Lanzo.
Essa si trova sopra il Rifugio Paolo Daviso.

## Salita alla vetta
Da rifugio essa è raggiungibile in circa tre ore. Si tratta di salire prima al Col Girard (3.034 m) e poi risalirne la cresta sud-ovest. La cresta sud-est, con partenza dal Col di Fea e lunga circa 600 metri, fu percorsa in parte da Carlo Carena, Giuseppe Garimoldi ed Ezio Lavagno il 4 settembre del 1960. Il primo percorso integrale, senza l'aggiramento di alcuna difficoltà, è opera di Marco Blatto e Roberto Gardino nel luglio del 2018.